# William Boyce

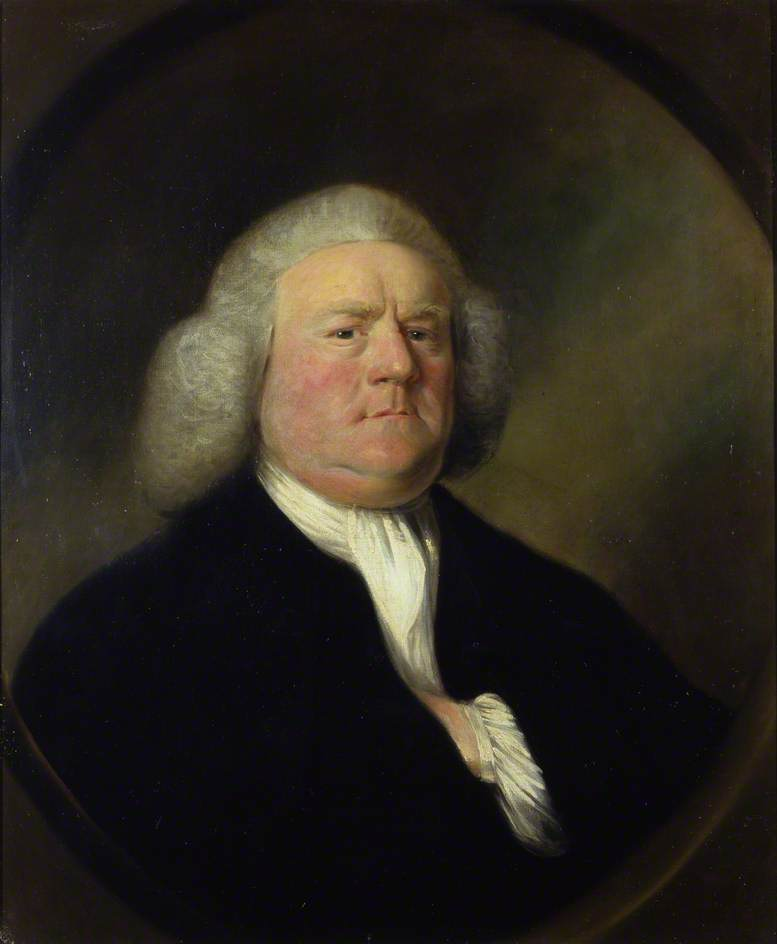
William Boyce

William Boyce, född 11 september 1711, död 7 februari 1779, var en brittisk tonsättare.
Boyce var lärjunge till Maurice Greene och Johann Christoph Pepusch. Boyce var innehavare av flera organistämbeten i London, och skrev en del dramatisk musik, ett oratorium, oden, anthems, triosonater, 8 symfonier med mera. Mest är han känd som medarbetare i det stora samlingsverket Cathedral music (första serien utgiven 1760–62). Samlingen innehåller en mängd värdefulla verk ur den engelska kyrkomusiken från omkring 1600 fram till Boyces egen tid.

## Verk (urval)
- 12 Sonater för två violiner, cello och cembalo (London 1747)
- 8 Symfonier i åtta delar (London 1760)
- 12 Ouvertyrer i sju, nio, tio och tolv delar London (1770)
- 3 Sonater för två violiner och basso continuo (cirka 1740)